# Biochemical and Biophysical Research Communications
Biochemical and Biophysical Research Communications ist eine wissenschaftliche Fachzeitschrift, die oft auch BBRC oder Biochem. Biophys. Res. Com. abgekürzt wird. Die Erstausgabe erschien im Juli 1959. Folgende Bereiche werden von der Zeitschrift abgedeckt: Biochemie, Biophysik, Zellbiologie, Entwicklungsbiologie, Immunologie, Molekularbiologie, Neurobiologie, Botanik und Proteomik.
Der Impact Factor lag im Jahr 2019 bei 2,985. Nach der Statistik des ISI Web of Knowledge wurde das Journal 2014 in der Kategorie Biochemie und Molekularbiologie an 180. Stelle von 289 Zeitschriften und in der Kategorie Biophysik an 41. Stelle von 73 Zeitschriften geführt.
Ein früherer Chefredakteur war Wolfgang Baumeister vom Max-Planck-Institut für Biochemie.